# Tire-lire à tire-larigot
Pour plus de détails, voir Fiche technique et Distribution.
Tire-lire à tire-larigot (titre original : The Great Piggy Bank Robbery) est un court métrage d'animation américain de la série Looney Tunes mettant en scène Daffy Duck réalisé par Bob Clampett, sorti en 1946.